# Замок Шрул
Замок Шрул (англ. Shrule Castle) — один із замків Ірландії, розташований в графстві Леїш, в декількох милях від міста Карлоу. Нині замок лежить в руїнах.

## Історія замку Шрул
Замок баштового типу з надбудовою з західної сторони. Замок стоїть в стратегічно важливій місцевості на річці Барроу. Замок побудований у 1600—1640 роках під час правління королеви Англії Єлизавети І (1558—1603) та короля Англії Якова І. Замок побудував Роберт Гартпоул — каштелян замку Карлоу та губернатор графства Королеви (існувало в той час таке графство). Замок зберігся частково. Садиба Кіллаббан не збереглася. Замок був побудований з дикого каменю з квадратними вікнами та бійницями. Всередині замок був прикрашений різьбою та декоративною штукатуркою. Замок мав гвинтові сходи на верхні поверхи башти.
Про замок писав Самуель Льюїс в 1837 році. Він писав, що Роберт Гартпоул не мав спадкоємців чоловічої статі. Замок через жінок успадкували інші аристократичні родини. У 1837 році це була резиденція Гастінга Геріннга Купера.
Колись володарка замку Марія Гартпоул одружилась з полковником Річардом Фіцджеральдом з замку Кінмінчі. Це був його далеко не перший шлюб. Тому замком довгий час володіли Фіцджеральди.

## Легенди про замок Шрул
Замок Шрул ввійшов в ірландський фольклор. Про цей замок складено цілу низку легенд. Згідно однієї легенди всі чоловіки, які є нащадками Роберта Гартпоула — володаря замку Шрул приречені перед смертю тричі жахливо кричати. Це пов'язано з тим, що під час війн в Ірландії в часи королеви Англії Єлизавети І Роберт Гартпоул здійснив багато кривавих злочинів, вбиваючи мирних жителів ірландців, будучи в англійській армії.
Згідно з цією легендою одного разу священник О'Мор прибув до замку Шрул з дружньою місією. Гартпоул наказав своїм солдатам схопити його і повісити у внутрішньому дворику замку. «В ім'я Господа !» — вигукнув священник. — «Дай мені хвилину помолитися!» «Іди, — сказав Гартпоул, — ти можеш помолитися». Священник впав на коліна біля натовпу солдат. Але Гартпоул був нетерплячий і наказав йому піднятися. "Ви молилися досить довго, " — сказав він, — «готуватися до смерті». Коли священик почув наказ про свою смерть і побачив, як люди схопили його, він хитнувся то праворуч, то ліворуч і видав три страшні крики. «Чому ти кричиш?» — запитав Гартпоул. «Тому, що ти будеш кричати і всі ваші нащадки будуть кричати в своїх передсмертних муках!» — вигукнув О'Мор, — «Це знак тої гидоти вашого племені, що вбиває мій народ, тепер ти забираєш моє життя, але я проголошую Прокляття Боже на тебе та твоїх нащадків, на твоє майно, твоє плем'я зникне з землі, і за трьома смертними криками всі пізнають, що ти та твої нащадки прокляті». Слова О'Мора тільки сильніше розлютили барона, і священник був повішений відразу у дворі на очах Гартпоула. Але пророцтво здійснилось — все майно загинуло, замок став руїною. Останні люди роду Гартпоул померли жахливо від голоду та холоду, і весь рід вимер.